# وارون ضربی (هم‌نهشتی)
در هم‌نهشتی می‌گویند عدد طبیعی a وارون ضربی (به انگلیسی: Modular multiplicative inverse) به پیمانه عدد درست m دارد، در صورتی که معادلهٔ همنهشتی {\displaystyle ax\equiv 1{\pmod {m}}} جواب داشته باشد. اگر b جوابی از این معادله باشد؛ b را وارون ضربی a می‌نامند. مثلاً وارون ضربی عدد ۳ به پیمانه ۵ برابر با ۲ می‌شود. وارون ضربی را با ۱/x یا x−۱ نیز نمایش می‌دهند. شرط لازم و کافی برای اینکه a به پیمانهٔ m وارون ضربی داشته باشد این است که این دو عدد نسبت به هم اول باشند.